# Raimundas Paliukas

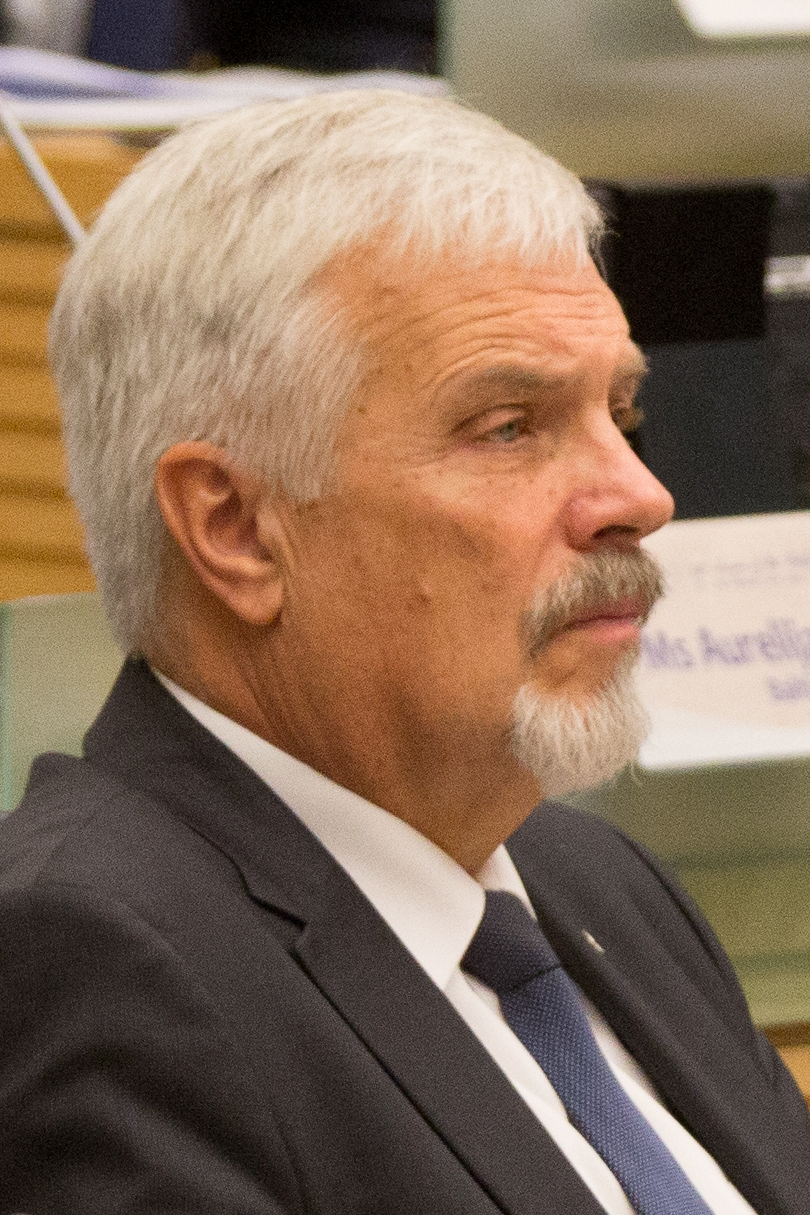
Raimundas Paliukas

Raimundas Paliukas (* 14. September 1947 in Vilnius) ist ein litauischer Politiker.

## Leben
Nach dem Abitur  1965  an der 4. Mittelschule Kaunas absolvierte er von 1965 bis 1970 das Diplomstudium der Geologie an der Fakultät für Naturwissenschaften der Vilniaus universitetas.
Von 1970 bis 1987 arbeitete er in Kaunas. Von 1990 bis 1992 war er stellv. Bürgermeister der Rajongemeinde Klaipėda.
2008 war er Vizeminister am Umweltministerium Litauens.
2012–2016 ist er Mitglied im Seimas bei Darbo partija.